# Hydromys neobritannicus
Il ratto d'acqua della Nuova Britannia (Hydromys neobritannicus  Tate & Archbold, 1935) è un roditore della famiglia dei Muridi endemico della Nuova Britannia, Arcipelago di Bismarck.

## Descrizione

### Dimensioni
Roditore di grandi dimensioni, con la lunghezza della testa e del corpo di 288 mm, la lunghezza della coda di 289 mm, la lunghezza del piede di 63 mm e la lunghezza delle orecchie di 25 mm.

### Aspetto
La pelliccia è densa e liscia. Il colore delle parti superiori è bruno-nerastro cosparso di peli completamente neri, i fianchi, le cosce, le braccia e le guance sono brunastre, mentre le parti ventrali sono bruno-nerastre. Le orecchie sono piccole e marroni scure. Il dorso delle zampe è nerastro. La coda è lunga come la testa ed il corpo, uniformemente nera, con una banda mediana e l'estremità bianco-giallastra.

## Biologia

### Comportamento
È una specie semi-acquatica.

## Distribuzione e habitat
Questa specie è diffusa sull'isola della Nuova Britannia, Arcipelago di Bismarck. Probabilmente è presente anche sulla vicina isola di Umboi.
Vive lungo fiumi e corsi d'acqua fino a 500 metri di altitudine.

## Conservazione
La IUCN Red List, considerata l'assenza di informazioni recenti sull'areale e lo stato della popolazione, classifica H.neobritannicus come specie con dati insufficienti (DD).